# Warner Csendes-óceáni Egyetem
A Warner Csendes-óceáni Egyetem az Isten Egyházának protestáns ágával kapcsolatban álló keresztény magánintézmény az Amerikai Egyesült Államok Oregon államának Portland városában. Az 1937-ben alapított egyetemet az Északnyugati Főiskolák és Egyetemek Bizottsága akkreditálta.

## Története
Az Isten Egyháza által 1935 szeptemberében alapított intézmény számára 1936 januárjában egy spokane-i telket vásároltak; az iskola 1937. február 9-én Csendes-óceáni Teológiai Főiskola néven jött létre. Az oktatás októberben kezdődött.
Az intézmény 1940-ben Washingtonból Oregonban költözött. 1959-ben felvette a Warner Csendes-óceáni Főiskola nevet, 1961-ben pedig teljes értékű akkreditációt szerzett. 2006-ban terjeszkedni szerettek volna, azonban a városrészi szövetség ehhez nem járult hozzá, mert szerintük veszélybe kerülne a közterület biztonsága. A főiskola 2018-ban egyetemmé alakult.
A Covid19-pandémia miatt az intézmény a Washington Trust Banktól egy és két millió dollár közötti kisvállalkozói kölcsönt kapott.

## Kampusz
Az egyetem 0,61 km2-es campusa a Tabor-hegy déli lejtőjén található. Az 1890-es évektől itt találhatók a ma a történelmi helyek jegyzékében szereplő városi víztározók (ezeket a Powell-tanúhegyen kialakított létesítmény váltja).

## Oktatás
Az alapképzésben a 28 szak mellett 32 minor választható, emellett az intézmény mesterképzést és felsőoktatási szakképzést is folytat. A hallgató-oktató arány 13:1, a csoportok átlagos létszáma 14 fő. Az intézmény a U.S. News & World Report 2016-os rangsorában a hatodik legjobb nyugati parti főiskola volt.
A Warner az USA első felsőoktatási intézménye, amelyet az oktatási minisztérium spanyol ajkúnak minősített: ezt azok az intézmények kapják meg, ahol a spanyol ajkúak aránya eléri a 25%-ot; a Warner esetében ez a szám 2018-ban 30,1% volt.

## Sport
A WPU Knights a National Association of Intercollegiate Athletics tagjaként az 1999/2000-es tanévtől kezdődően a Cascade Collegiate Conference-ben játszik. Az egyesületnek férfi- és nőikosárlabda-, férfi- és nőilabdarúgó-, nőisoftball- és nőiröplabda-, valamint férfi- és nőibirkózó-csapatai vannak.

## Nevezetes személyek
- Brian Jean, politikus[16]
- Mel White, író, lelkész[17]
- Thomas A. Fudge, történész[18]
- Vic Gilliam, politikus[19]
- William Paul Young, író[20][21]

## Fordítás
- Ez a szócikk részben vagy egészben  a   Warner Pacific University című angol Wikipédia-szócikk ezen változatának fordításán alapul.  Az eredeti cikk szerkesztőit annak laptörténete sorolja fel. Ez a jelzés csupán a megfogalmazás eredetét és a szerzői jogokat jelzi, nem szolgál a cikkben szereplő információk forrásmegjelöléseként.